# 布莱奥妮·博塔
布莱奥妮·博塔（英語：Bryony Botha，1997年11月4日—）是一名新西兰女子公路和场地自行车运动员。她曾代表新西兰在2018年英联邦运动会团体追逐赛赢得银牌。她也在2019年世界场地自行车锦标赛女子团体追逐赛项目上联同队友赢得铜牌。